# ベルノン・デ・マルコ
- ヴェルノン・デ・マルコ

ベルノン・デ・マルコ・モルラッチ (Vernon De Marco Morlacchi , 1992年11月18日 - )はスロバキアのサッカー選手。アルゼンチン・コルドバ州コルドバ出身、スペイン・マヨルカ島育ち。スロバキア代表。ポジションは DF。
一般的にはヴェルノン・デ・マルコと紹介される事が多い。

## 来歴

### 生い立ち
1992年のアルゼンチン・コルドバで生まれる。一家は1990年代のアルゼンチン政府が推進していたコラリートの失敗から生じた1998-2002年アルゼンチンペソ危機による国内動乱の影響で、2001年にスペイン・マヨルカ島に移住した。

### スペイン時代
バレアレス諸島の地域リーグのユースチームを経て、2011年7月14日にテルセーラ・ディビシオン (4部リーグ)のCEコンスタンシアと契約。プロ1年目の2011-12シーズンは13試合に出場。

### スロバキアへ
2012年7月22日、当時MONACObetリーガのMFKゼムプリーン・ミハロフツェと契約。チームは2014-15シーズン、昇格プレーオフを勝ち抜き、1部リーグのフォルトゥナ・リーガに昇格。2016年9月6日にはŠKスロヴァン・ブラチスラヴァへのローン移籍が決定し、2016-17シーズン中に完全移籍。更に2017年6月17日にはレフ・ポズナンへの2年間のローン移籍が発表。ローン移籍終了後はŠKスロヴァン・ブラチスラヴァに復帰し、2023年までプレーした。

### 中東へ
2023年7月6日、UAEプロリーグのハッタ・クラブと契約した。

## 代表経歴
2021年にスロバキア国籍を取得。1年遅れで開催されたUEFA EURO 2020には招集外となったものの、同年9月の2022 FIFAワールドカップ・ヨーロッパ予選のフル代表に初招集。14日のマルタ戦で代表戦初出場。2024年にはUEFA EURO 2024の代表に選出された。